# Sophie Edington
Sophie Jane Edington (Loxton, 12 dicembre 1984) è una nuotatrice australiana.

## Carriera
Fortemente specializzata nel dorso, ha vinto numerose medaglie a livello continentale soprattutto competendo nelle staffette.

## Palmarès
- Mondiali

Montreal 2005: oro nella 4x100m stile libero e nella 4x100m misti.
- Mondiali in vasca corta:

Indianapolis 2004: oro nella 4x100m misti, bronzo nei 50m e 100m dorso e nella 4x100m stile libero.
Shanghai 2006: oro nella 4x100m misti e argento nella 4x100m stile libero.
- Giochi PanPacifici

Irvine 2010: oro nei 50m dorso.
- Giochi del Commonwealth

Melbourne 2006: oro nei 50m e 100m dorso e nella 4x100m misti.
Delhi 2010: oro nei 50m dorso.